# Горошок золотистий
Горошок золотистий, чина золотиста (Lathyrus aureus) — вид рослин з родини бобові (Fabaceae), поширений у пд.-сх. Європі й зх. Азії.

## Опис
Багаторічна рослина 50–60 см завдовжки. Листки у верхній частині непарноперисті, в нижній — з 3–6 пар яйцевидно-еліптичних загострених великих, 50–80 мм завдовжки, 25–45 мм завширшки листочків. Квітконоси коротше листків, з 10–20 квіток. Квіти помаранчеві.

## Поширення
Поширений у пд.-сх. Європі й зх. Азії.
В Україні вид зростає у листяних лісах — у гірському Криму, зазвичай; декоративна, медоносна.